# Cheval au Liban
Le cheval au Liban, essentiellement représenté par la race Arabe, a vu son élevage réorganisé à partir de 1925. L'élevage libanais s'est surtout organisé autour de trois grands haras arabes : celui du marquis Moussa de Freige, celui de M. Henry Pharaon, et celui de l'émir Mansour ben Seoud.

## Histoire

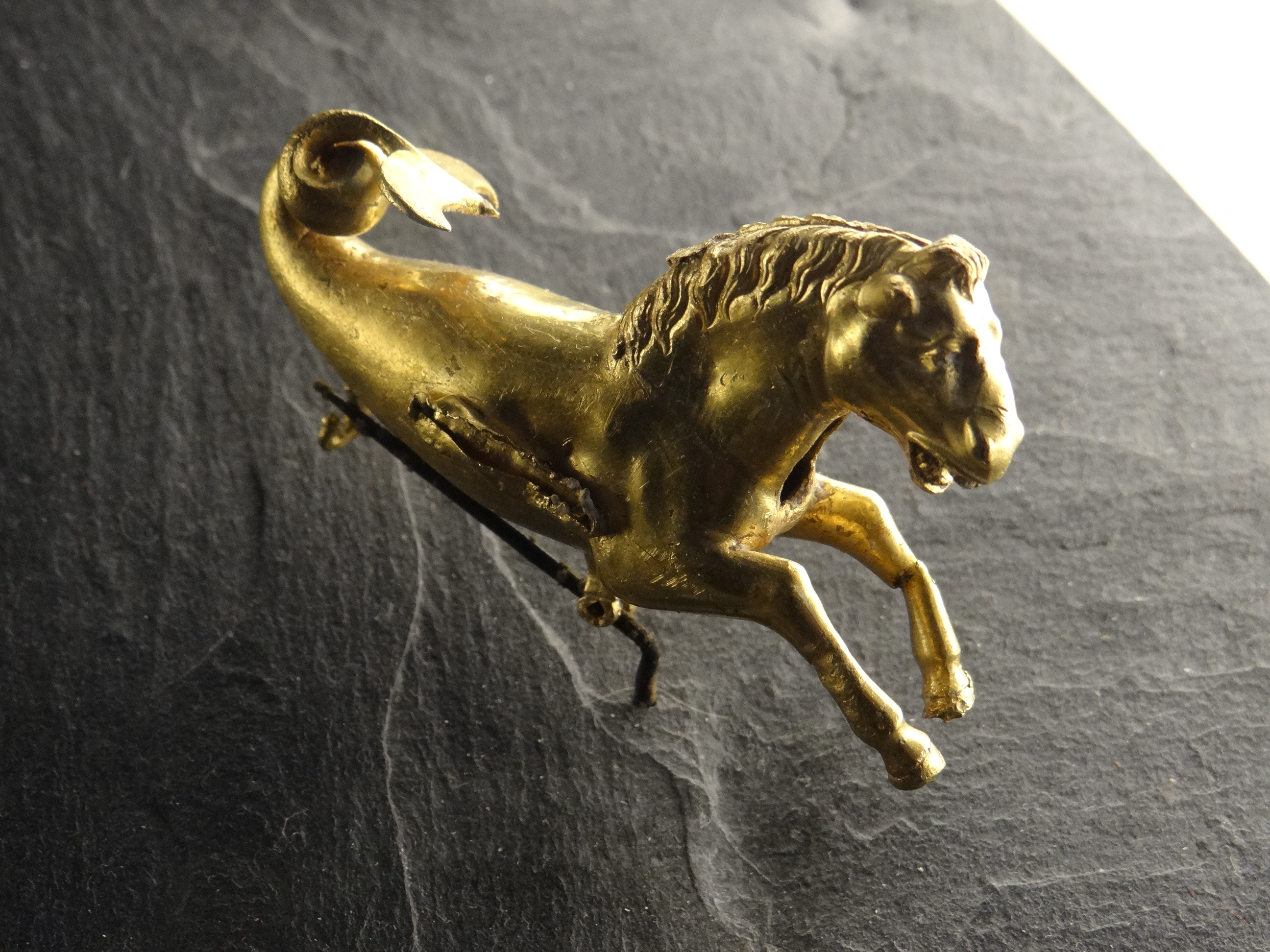
Fibule en forme d'hippocampe, trouvée à Tyr et liée à la divinité phénicienne Melkart, vers les, conservée au musée du Louvre.

Des restes d'équidés préhistoriques de type Hipparion ont été retrouvés dans la vallée de la Bekaa.
Le Liban entretien une vieille tradition d'élevage équin. En 1819, le vicomte de Portes y acquiert, ainsi qu'en Syrie, une trentaine d'étalons arabes pour les Haras impériaux français. L'Américain Homer Davenport profite de ses relations avec le président Theodore Roosevelt pour faire financer son voyage d'achat, en 1906, sur un territoire contrôlé par l'Empire ottoman, ramenant lui aussi 27 chevaux reproducteurs arabes depuis la Syrie et le Liban.
L'hippodrome de Beyrouth est créé en 1916, dans l'objectif d'encourager l'élevage de la race Arabe. Le cheptel libanais s'est constitué à partir de l'Arabe syrien. 
Le Liban organise son élevage vers 1925, dans la plaine de la Bekaa, à partir d'étalons des Anazé, surtout à destination des courses. De 1968 à 1975, l'hippodrome de Beyrouth est le seul à accepter les paris dans tout le monde arabe.
Le haras de Beyrouth tombe en désuétude après les années 1970.

## Élevage

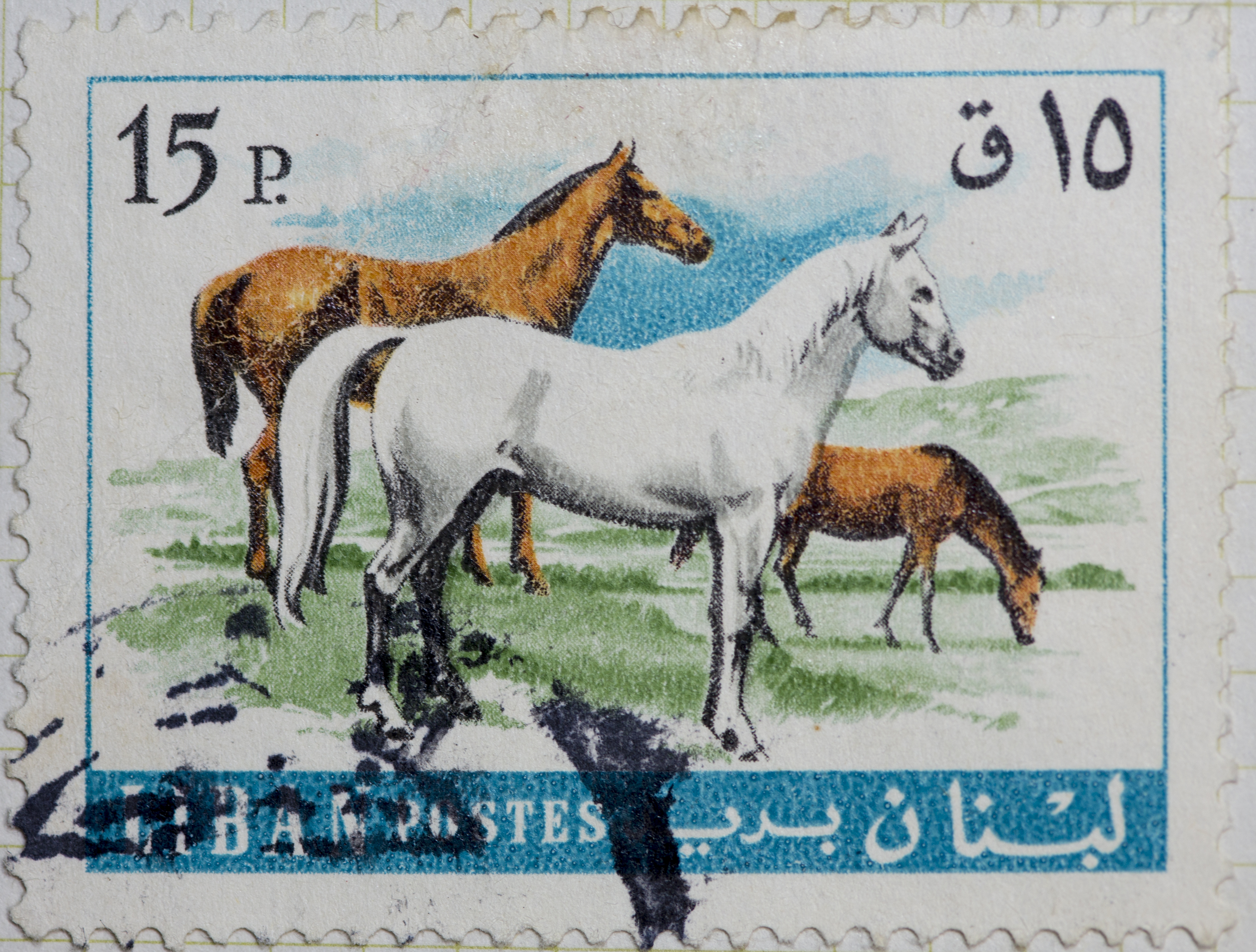
Timbre libanais représentant des chevaux.

D'après l'agronome français Philippe Barbié de Préaudeau (1987), l'élevage libanais s'est surtout organisé autour de trois grands haras arabes : celui du marquis Moussa de Freige, celui de M. Henry Pharaon, et celui de l'émir Mansour ben Seoud.

### Races élevées
Le Liban est membre de la World Arabian Horse Organization (WAHO), et tient un stud-book pour la race Arabe, comptant 362 chevaux de pure race en 2017. Ces animaux font l'objet de tests d'ADN, de tests de filiation, et sont pucés.
La base de données DAD-IS ne recense aucune race spécifique propre au Liban.

### Maladies et parasitage
Le Liban est l'un des foyers épidémiques de la peste équine, arrivée depuis l'Afrique subsaharienne avec les cavaliers nomades dans les années 1960,.

## Annexe